# Édouard Sarasin
Emile Édouard Sarasin (Genebra, 20 de maio de 1843 – Le Grand-Saconnex, 22 de julho de 1917) foi um físico suíço, conhecido por seus experimentos sobre as ondas hertzianas.

## Formação e carreira
Filho do jurista e político Jean-Charles Sarasin (1806–1867) e Louise Marie Emilie, neé Rigaud. Estudou literatura e ciências naturais de 1861 a 1862 na Academia de Genebra e na École polytechnique em Paris, onde obteve o bacharelado em ciências. Prosseguiu seus estudos em 1865 no laboratório de Heinrich Gustav Magnus em Berlim e em 1866 com Robert Bunsen em Heidelberg.

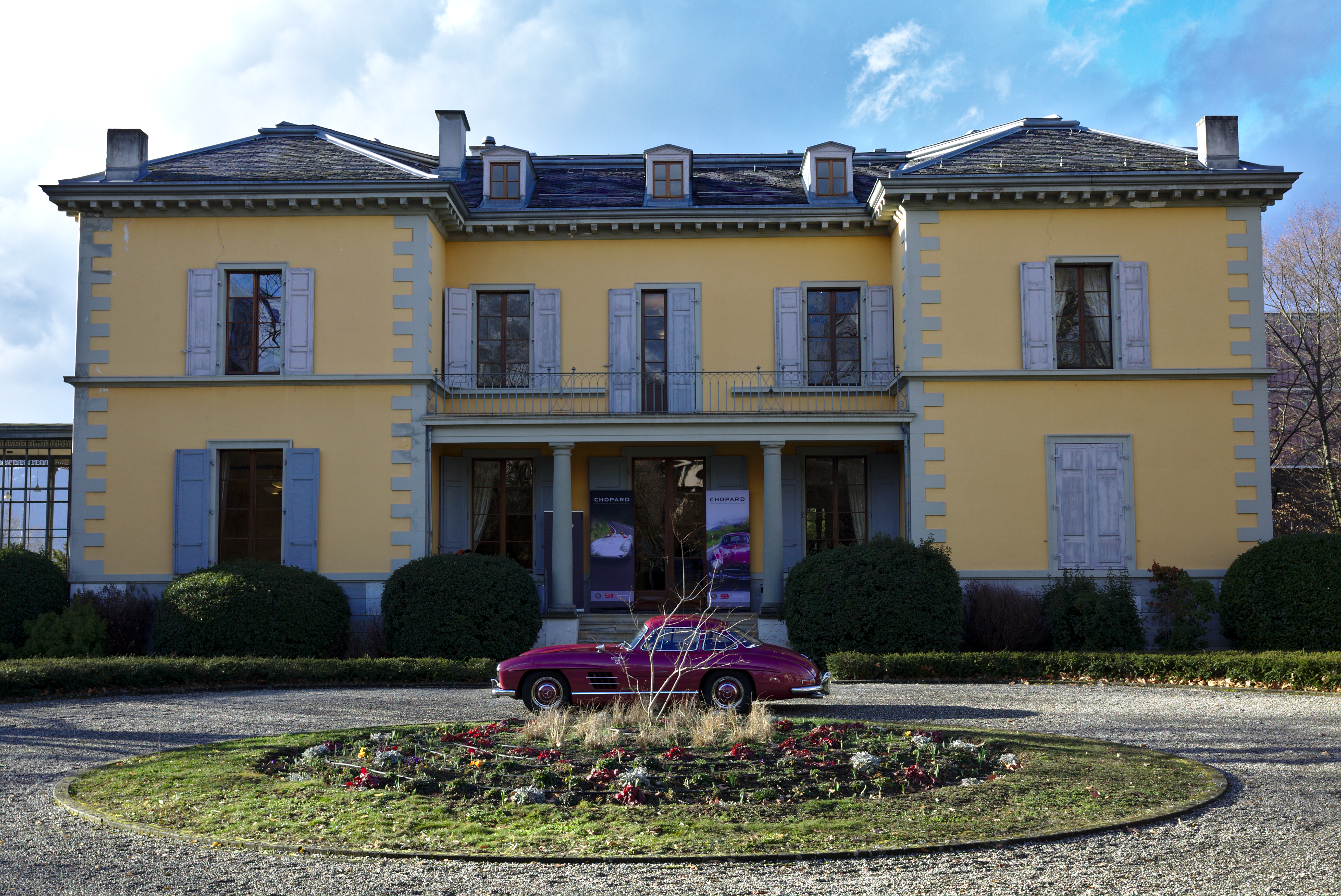
Villa Sarasin em Le Grand-Saconnex

Em 1867 retornou para a Suíça e trabalhou no laboratório de Auguste de la Rive, onde conduziu experimentos sobre descargas elétricas em gases diluídos. No mesmo ano casou-se com Alberte-Emma Diodati, com quem teve três filhas e o filho Charles Sarasin (1870-1933), que se tornou professor de geologia e, a partir de 1920, militar profissional.
A partir de 1875 trabalhou com Jacques-Louis Soret em um estudo sobre polarização circular em quartzo. Entre 1890 e 1892 pesquisou ondas de rádio com o filho de Auguste, Lucien de la Rive. Mantiveram correspondência com Henri Poincaré sobre os fenômenos de ressonância. Em 1869 tornou-se editor e, após a morte de Soret, de 1890 a 1915, editor-chefe do Archives des sciences physiques et naturelles em Genebra. De 1911 a 1916 foi também presidente central da Sociedade Academia de Ciências Naturais da Suíça. Recebeu um doutorado honoris causa da Universidade de Basileia em 1885 e da Universidade de Genebra em 1909.
Sarasin também atuou na política por 25 anos como membro do Parlamento Cantonal de Genebra e como Gemeindepräsident de longa duração (1871 a 1916) de sua comunidade residencial Le Grand-Saconnex. Lá uma rua recebeu o nome dele, que passa pelo Parc Sarasin e pela Villa Sarasin, construída em 1833.<x ref>«Villa Sarasin | Palexpo». www.palexpo.ch. Consultado em 8 de abril de 2020</ref>

## Publicações
- Ueber den Brechungsindex des Meerwassers; com J.L. Soret; In: Naturwissenschaftliche Rundschau; Braunschweig, Vieweg, 4 1889